# نرایر کارگانیان
نرایر سارگسی کارگانیان (ارمنی: Նորայր Սարգսի Կարգանյան؛  ۱۶ مارس ۱۹۴۸ – ۵ ژانویهٔ ۲۰۱۴) یک مجسمه‌ساز اهل ارمنستان است. وی بین سال‌های - تا - میلادی فعالیت می‌کرد.

## زندگی‌نامه
وی در ۱۶ مارس ۱۹۴۸ در ایروان به دنیا آمد و از کالج دولتی هنرهای زیبای پانوس ترلمزیان و انستیتو دولتی هنری و نمایشی ایروان فارغ‌التحصیل شد. وی همچنین برندهٔ جوایزی همچون چهره هنری شایسته جمهوری ارمنستان شده است. وی در ۵ ژانویهٔ ۲۰۱۴ در سن ۶۵ سالگی درگذشت.

## نگارخانه

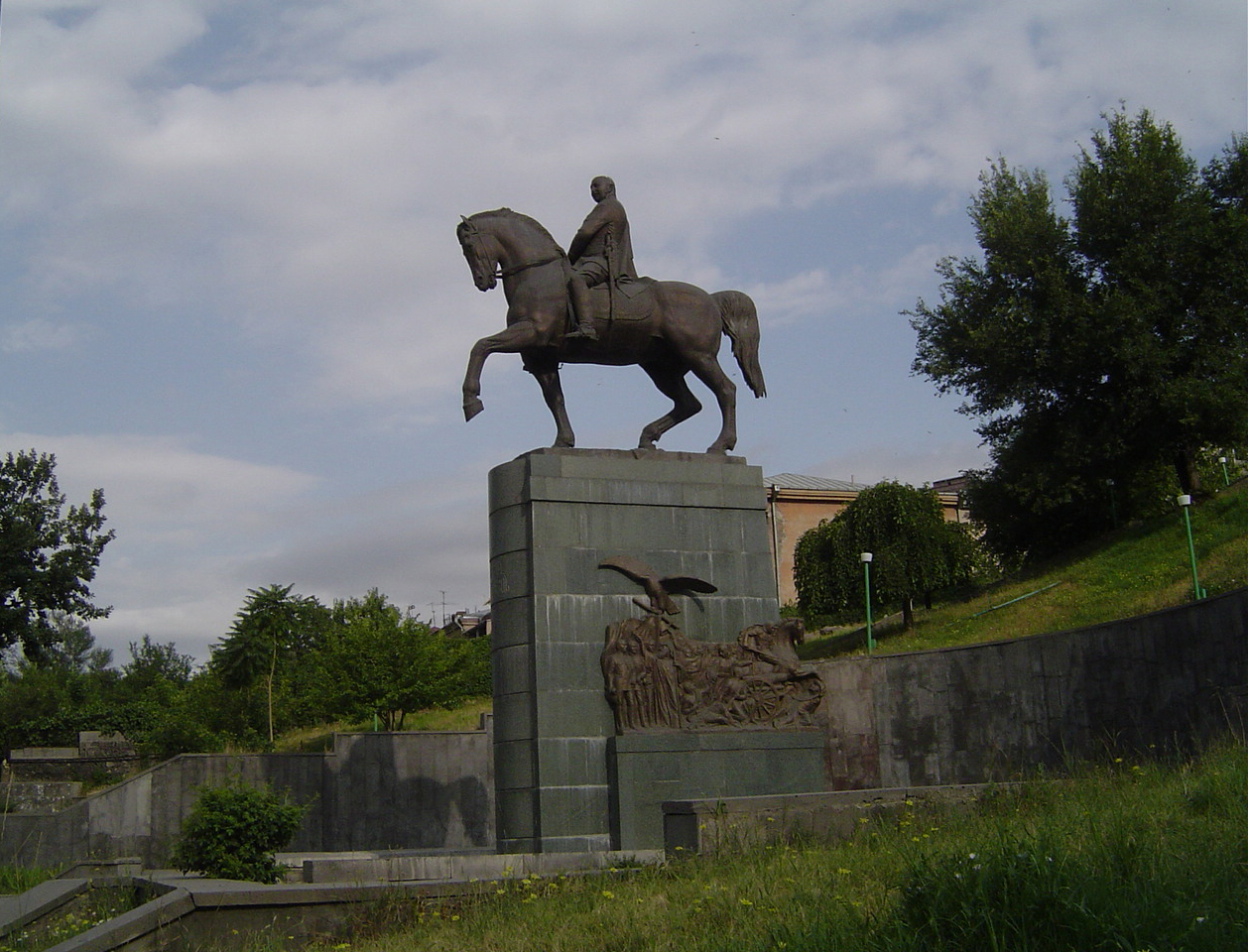
Հովհաննես Բաղրամյանի հուշարձան
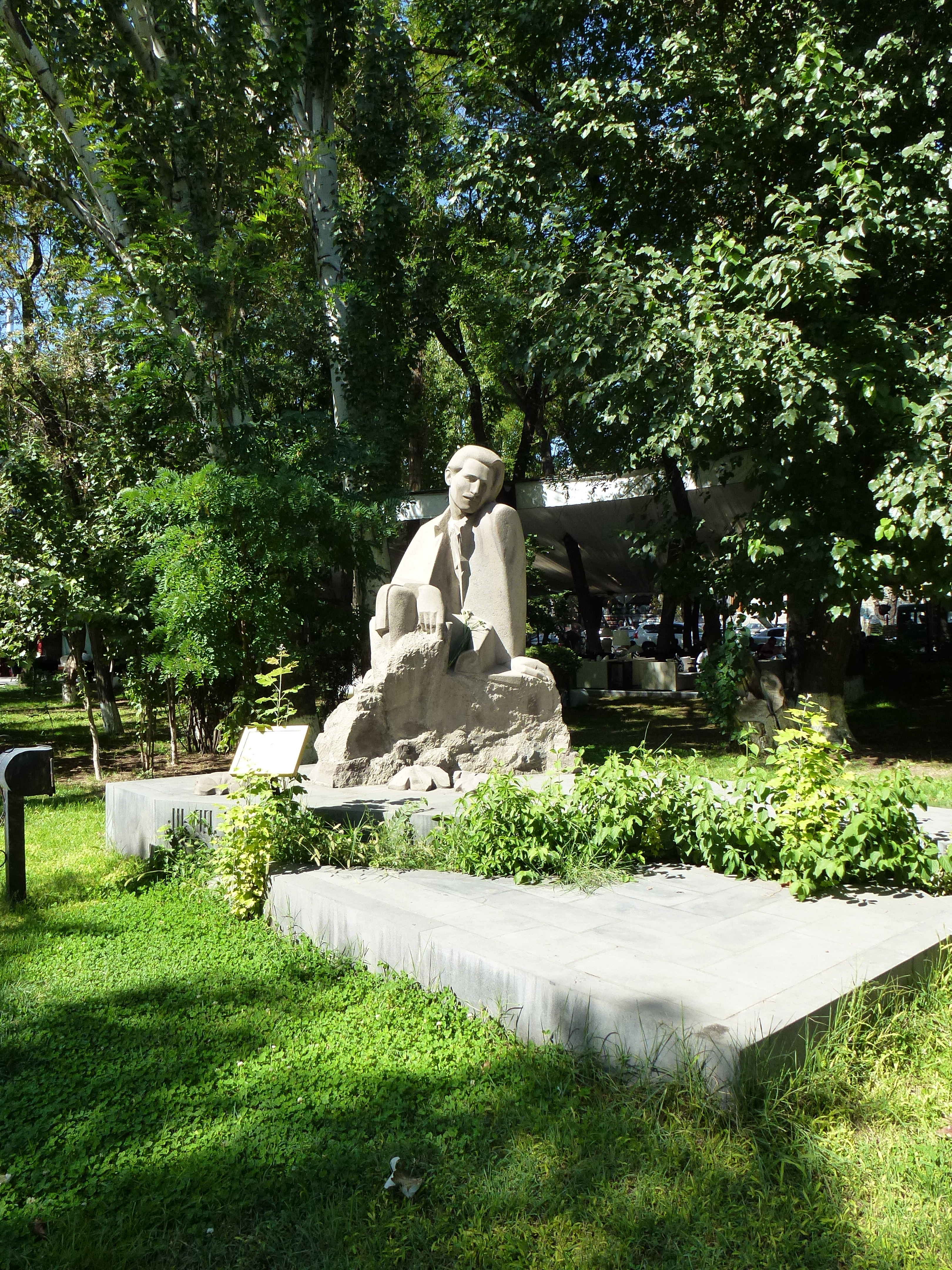
Վահան Տերյանի հուշարձան
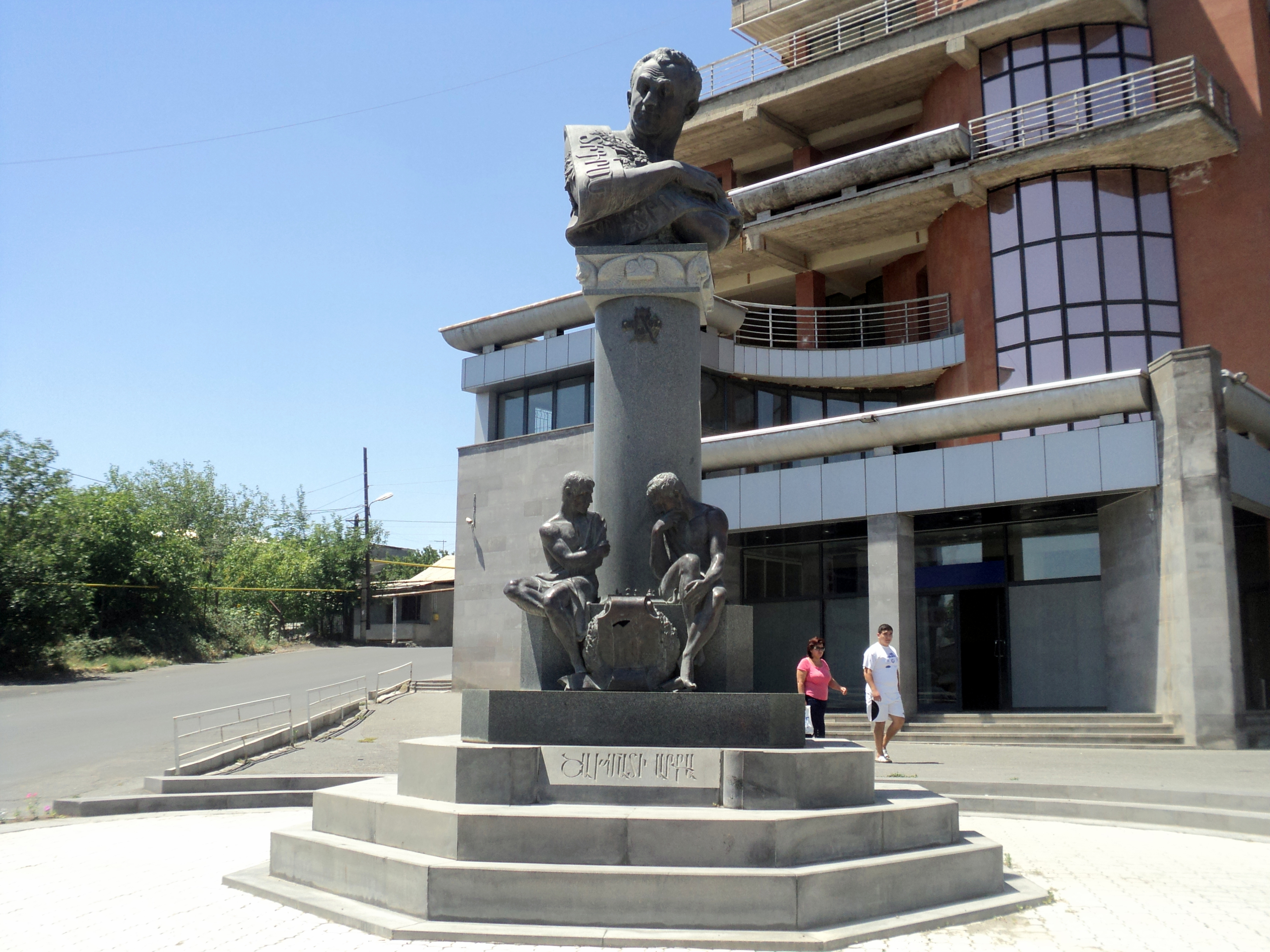
Տիգրան Պետրոսյանի հուշարձան
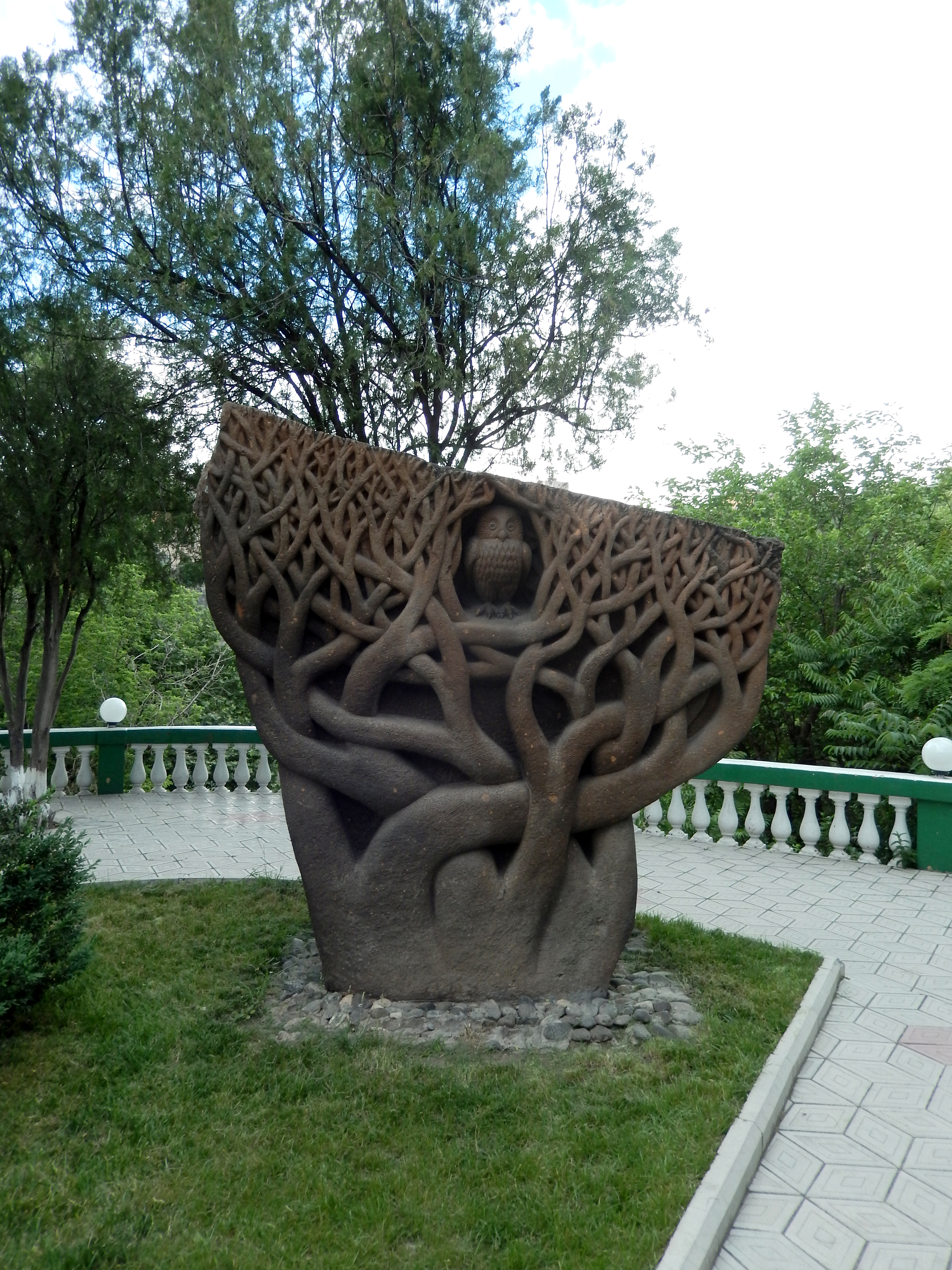
«Անտառային հեքիաթ», Երևանի մանկական երկաթուղի, տուֆ, ۱۹۹۴